# يوم الإيدز العالمي

الشريطة الحمراء هي الرمز الدولي للتضامن مع مرضى الإيدز ومن يحملون صفة إتش آي ڤي إيجابي "HIV-positive".

يوم الإيدز العالمي أو اليوم العالمي للإيدز مناسبة سنوية عالمية يتم إحياؤها في 1 ديسمبر من كل عام. بدأ إحياء هذه المناسبة سنوياً نتيجة قرار من منظمة الصحة العالمية، حيث شددت الجمعية العامة للأمم المتحدة على أهمية إحياء هذه المناسبة وذلك في قرارها 15/34  ويخصص لإحياء المناسبة والتوعية من مخاطر مرض الإيدز ومخاطر انتقال فيروس اتش آي في المسبب له، عن طريق استعمال أدوات حادة ملوثة أو ممارسة جنسية دون اتخاذ طرق وقاية مناسبة أو عبر استعمال معدات وأدوات طبية ملوثة. كذلك طرق التعامل السليم والصحيح مع المصابين بالمرض أو الحاملين للفيروس الناقل له حيث يعاني العديد من منهم سواء من التمييز وأحيانا الاضطهاد لكونهم مصابين. يعتبر مرض الإيدز من الأمراض الخطرة، كما أن معدلات الإصابة به لا تزال مرتفعة خاصة في دول العالم النامي.
تشير إحصاءات برنامج الأمم المتحدة لمكافحة الإيدز إلى أن عدد المصابين بالفيروس في منطقتي شمال أفريقيا والشرق الأوسط قدر بـ380,000 شخصا، بينهم 40000 شخص جديد اضيفوا للعدد الإجمالي العام 2007. كما أن تقديرات برنامج الأمم المتحدة لمكافحة الإيدز تقول أن 5 % فقط من المرضى الشرق أوسطيين والشمال أفريقيين يحصلون على العلاج اللازم للمرض.
هذا ويشهد العالم العربي ثاني أعلى نسبة اصابة في العالم بالمرض.
وتقول الدكتورة خديجة معلى مستشارة سياسيات الإيدز، بالبرنامج الإقليمى للإيدز في الدول العربية والتابع لجامعة الدول العربية أن المشكلة الأخطر من الأرقام «..أن 90% من الأشخاص من حاملى الفيروس، لا يعرفون أنهم مرضى بحكم الوصم والتمييز والعزوف عن الفحص والتحليل..»

## التاريخ
ذُكر يوم الإيدز العالمي للمرة الأولى في شهر آب من عام 1987، حيث عرض كل من جيمس بون وتوماس نيتر، وهما من موظفي الإعلام في البرنامج العالمي لمكافحة الإيدز في منظمة الصحة العالمية في جنيف، سويسرا فكرتهما على الدكتور جوناثان مان، مدير البرنامج العالمي لمكافحة الإيدز (المعروف حاليا باسم برنامج الأمم المتحدة المشترك المعني بفيروس نقص المناعة البشرية / الإيدز برنامج الأمم المتحدة المشترك لفيروس نقص المناعة البشرية/الإيدز). وقد أحب الدكتور مان الفكرة واستحسنها ووافق على التوصية بأن يكون الاحتفال في اليوم العالمي للإيدز في الأول من شهر كانون الأول، 1988.
بون، الصحفي الإذاعي الكائن في إجازة من واجباته الصحفية في تلفزيون KPIX-TV في سان فرانسيسكو، أوصى أن يكون اليوم الأول من شهر كانون الأول هو اليوم العالمي للإيدز مؤمنا أن ذلك من شأنه زيادة التغطية التي تقوم وكالات الأخبار الغربية حول المرض إلى الحد الأقصى. وبما أن عام 1988 كان عاما انتخابيا في الولايات المتحدة، فقد اقترح بون أن السوق الإعلامية ستكون قد سئمت من تلك التغطية الإعلامية لما قبل الانتخابات وتواقة لإيجاد قصة جديدة تقوم بتغطيتها. لذا فقد عقد كل من بون ونيتر العزم على أن تاريخ الأول من كانون الأول سيكون تاريخا لاحقا بشكل كاف للانتخابات وسابقا بوقت كاف لعطلة أعياد الميلاد التي تكون، بتأثيرها، فترة فاترة بالنسبة لجدول أعمال الأخبار ولذلك فإن ذلك التاريخ هو التاريخ المثالي لليوم العالمي للإيدز.(في الثامن عشر من شهر حزيران عام 1986، كان برنامج محطة كي بي $1أي اكس المسمى ايدز لايف لاين أو AIDS Lifeline وهو مشروع تثقيفي للمجتمع، تم تكريمه بالاستشهاد الرئاسي من قبل الرئيس رونالد ريغان لمبادرات القطاع الخاص. وبسبب دوره كمبتكر مشارك في مشروع «إيدز لايف لاين» فقد طلب الدكتور. مان، بالنيابة عن حكومة الولايات المتحدة من بون أن يأخذ إجازة عن العمل للانضمام إلى الدكتور مان، وهو عالم الأوبئة في مراكز السيطرة على الأمراض، والمساعد في إنشاء البرنامج العالمي لمكافحة مرض الإيدز في منظمة الصحة العالمية التابعة للأمم المتحدة. حيث وافق السيد بون وتمت تسميته على أنه الموظف الإعلامي الأول في برنامج مكافحة الإيدز. وجنبا إلى جنب مع السيد نيتر، عمل بون على تصور وتصميم وإنجاز الحدث الافتتاحي ليوم الإيدز العالمي – الذي أصبح الآن المبادرة الأكبر حول التوعية والوقاية من المرض والأفضل من نوعها في تاريخ الصحة العامة.)
هذا وقد أصبح برنامج الأمم المتحدة المشترك المعني بفيروس نقص المناعة البشرية (الإيدز) (UNAIDS) جاهزا للعمل في عام 1996، حيث يتولى التخطيط والترويج ليوم الإيدز العالمي. وعوضا عن التركيز على يوم بمفرده، فقد ابتكر البرنامج حملة الإيدز العالمية في عام 1997 وذلك للتركيز على سنة كاملة من تبادل المعلومات والوقاية والتثقيف حول هذا المرض.
في سنتيه الأوليتين، ركز موضوع اليوم العالمي للإيدز على الأطفال والشباب. وقد تعرض هذان الموضوع للكثير من الانتقادات في ذلك الوقت كون الناس بمجملهم معرضون للإصابة بفيروس نقص المناعة البشرية المكتسب والمعاناة من مرض الإيدز. إلا أن الموضوع قد لفت الانتباه إلى وباء نقص المناعة البشرية المكتسب وساعد البعض في التخفيف من العار الذي يحيط بالمصابين بهذا المرض كما أنه ساعد في زيادة الاعتراف بهذه المشكلة بوصفها مرض عائلي.
وفي عام 2004، أصبحت حملة الإيدز العالمية منظمة مستقلة.
وفي كل عام، يقوم البابا يوحنا بولس الثاني ومن بعده البابا بندكتس السادس عشر بإصدار رسالة معايدة للمرضى والأطباء في اليوم العالمي للإيدز.

## أساليب خاطئة وتمييز
يوضح برنامج الأمم المتحدة لمكافحة الإيدز بأن من أهم ما يعرقل الجهود العالمية لمكافحة المرض هو "قيام بعض الدول باتخاذ إجراءات تجرم العلاقات الجنسية بين البالغين، مايترتب عليه قلة الوعي اللازم لإتخاذ خطوات وقائية في حال الممارسة كاستخدام الواق الذكري على سبيل المثال، وذلك في حالات الممارسات الجنسية بأشكالها المختلفة، وقيام بعض الحكومات بانتهاك حقوق المصابين بالمرض"، وحول هذا الأمر يقول مسؤول العلاقات العامة في المؤسسة الألمانية لمكافحة الإيدز د.فولكر ميرتنس «أنه يتوجب على الدول العربية التحدث بصراحة ومن دون محرمات عن المرض وطرق الإصابة به، إضافة إلى طرق الوقاية.» ويضيف: «لو بينت الإحصائيات الطبية أن عدد من الإصابات تحدث في مجتمع ما، كالمجتمعات العربية مثلاً، من خلال الاتصال الجنسي بين المثليين، فيجب الحديث إلى هؤلاء المثليين عوضاً عن ممارسة التمييز ضدهم واضطهادهم»، والحال نفسه ينطبق على مدمني المخدرات.
كذلك توضح ثريا أحمد عبيد المديرة التنفيذية لصندوق الأمم المتحدة للسكان "..أنه يتوجب على مقدمي خدمات الرعاية الصحية بإدماج الوقاية من فيروس نقص المناعة البشرية ضمن برامج الصحة الجنسية والإنجابية وبتوجيه رسائل وقاية إلى الجميع.."، حيث يعد هذا الأمر هاما للغاية خصوصا لفئة صغار السن الذين يحدث في أوساطهم نصف جميع الإصابات الجديدة بفيروس نقص المناعة المكتسبة، وتضيف:..علينا أن نعالج أوجه انعدام الإنصاف بين الجنسين التي تؤجج المرض، وأن نكفل قيادة المرأة لاستجابة فعالة..".

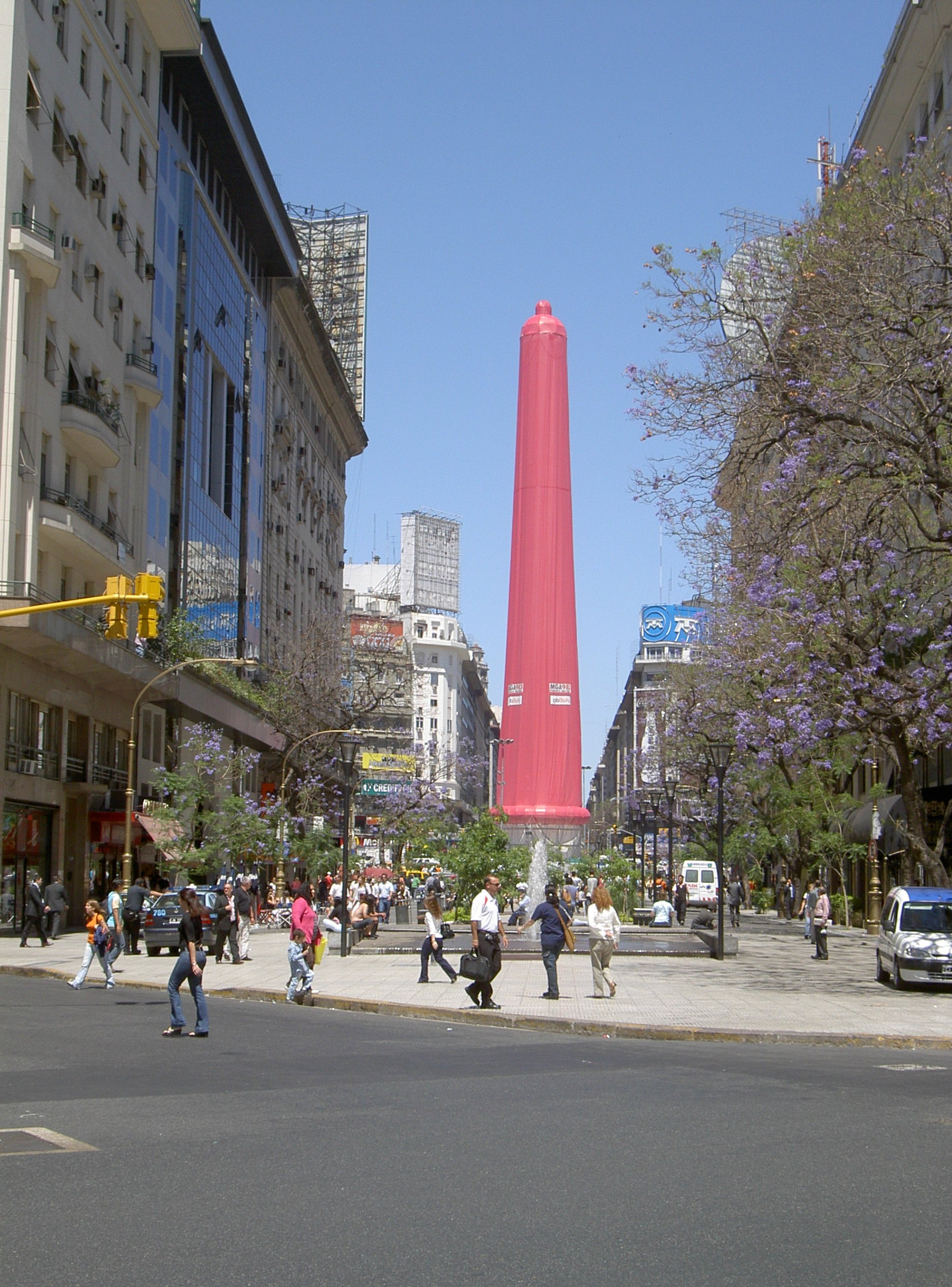
واق ذكري بطول 67 مترا وضع على مسلة بيونس آيرس، الأرجنتين كجزء من حملة التوعية في يوم الإيدز العالمي 2005

كما تشهد بعض دول العالم الثالث تمييزا ضد بعض ممن يحملون المرض أو الفيروس الناقل له وتسجل عددا من منظمات حقوق الإنسان عددا من تلك الحالات، منها ماسجلته منظمة العفو الدولية العام 2007 حين قامت الشرطة المصرية باعتقال أشخاص اشتبه في حملهم لفيروس الإيدز، حيث احتجزوا في المستشفى مقيدين بسلاسل في أسرتهم لعدة أشهر، كما تعرضو لسوء معاملة وتعذيب من قبل رجال شرطة ومهنيين طبيين.
كذلك تشير دراسات أن 80 % من النساء العربيات المصابات بمرض الإيدز أُصبن بالمرض من خلال «زواج شرعي» بسبب المعلومات المغلوطة للمرأة العربية عن الإيدز حيث أنه ليس من حقها طلب ممارسة الجنس الآمن مع زوجها أو حتى أن تطلب منه إجراء التحليل للتأكد من سلامته.
| 1988 | تواصل                                                       |
| 1989 | نشأ                                                         |
| 1990 | نساء والإيدز                                                |
| 1991 | نتشارك التحدي                                               |
| 1992 | التزام مجتمعي                                               |
| 1993 | وقفة أو فعل                                                 |
| 1994 | الإيدز والأسرة                                              |
| 1995 | حقوق نشترك بها. مسؤوليات نشترك بها                          |
| 1996 | عالم واحد. أمل واحد                                         |
| 1997 | أطفال يعيشون في عالم برفقة الإيدز                           |
| 1998 | قوة للتغيير: حملة الإيدز العالمية للشباب                    |
| 1999 | استمع، تعلم، تعايش: حملة الإيدز العالمية مع الأطفال والشباب |
| 2000 | الإيدز: رجال يصنعون فرقا                                    |
| 2001 | أنا أهتم. هل أنت تهتم؟                                      |
| 2002 | وصمة عار وتمييز                                             |
| 2003 | وصمة عار وتمييز                                             |
| 2004 | نساء، فتيات، اتش آي في والإيدز                              |
| 2005 | لنضع حداً للأيدز ولنف بالوعد                                 |
| 2006 | لنضع حداً للأيدز ولنف بالوعد                                 |
| 2007 | لنضع حداً للأيدز ولنف بالوعد                                 |
| 2008 | لنضع حداً للأيدز ولنف بالوعد                                 |
| 2009 | حقوق الإنسان وتمكين الجميع من الحصول على العلاج             |
| 2010 | حقوق الإنسان وتمكين الجميع من الحصول على العلاج.            |

## وصلات خارجية
- يوم الإيدز العالمي
- The Official Unite Against Aids Concert on World Aids Day
- The World AIDS Campaign
- AIDS & HIV information from AVERT.org
- HIV/AIDS Awareness Days